# 시셀 벤 세마네
시셀 벤 세마네(Sidsel Ben Semmane, 1988년 10월 9일 ~ )는 덴마크의 가수이다. 2006년 2월 11일에 단스크 멜로디 그랑프리(Dansk Melodi Grand Prix)를 수상했으며 유로비전 송 콘테스트 2006에서 덴마크 대표로 참가했다.